# Sakara

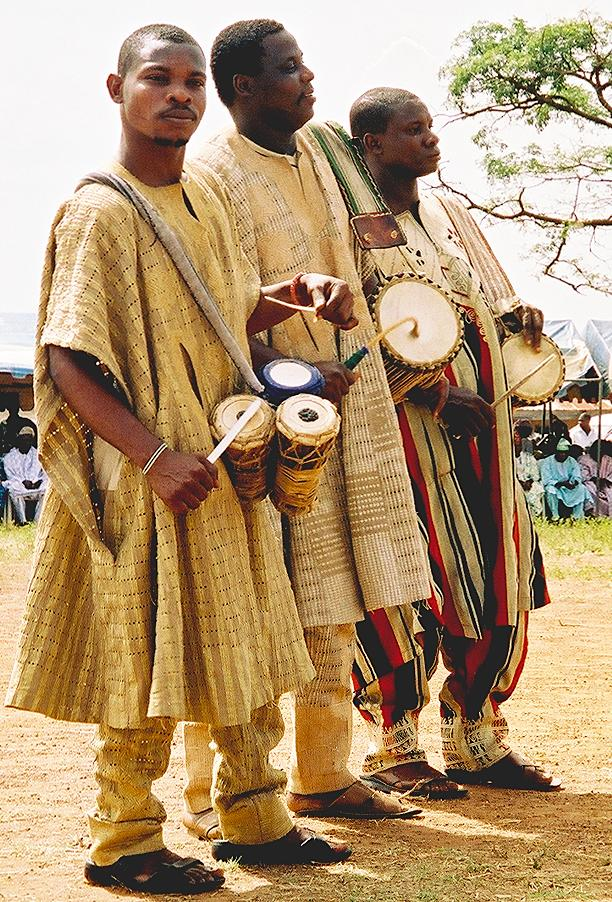
Tamborileros yoruba

Para la antigua necrópolis egipcia de nombre similar, véase: Saqqara
El sakara es un instrumento de percusión tradicional de la música yoruba de Nigeria. Consiste en un tambor hecho de arcilla y cubierto de una piel de cabra.
El tambor sakara es una de las cuatro familias principales de tambores yoruba. Las otras familias son el Dundun/Gangan o tambor parlante, el tambor Batá y el tambor Gbedu. Cada familia incluye tambores de diferentes tamaños, con el tambor madre (iya ilu) jugando el papel principal y otros tambores tocando en apoyo. El sakara también es hecho y utilizado por el pueblo hausa del norte de Nigeria.
Los yoruba han usado tradicionalmente tambores sakara para una variedad de propósitos. 
Se tocan durante las ceremonias de boda yoruba. La música de Wéré se tocaba tradicionalmente con tambores sakara para llamar a los musulmanes a la fiesta y la oración durante el Ramadán.